# Dom (film 2015)
Dom (ang. Home) – amerykański film animowany z 2015 roku, wyprodukowany przez wytwórnię DreamWorks Animation i 20th Century Fox w technologii trójwymiarowej oraz wyreżyserowany przez Tima Johnsona.

## Fabuła
Kiedy Oh, uroczy przybysz z innej planety trafia na Ziemię i ucieka przed swoimi rodakami, nawiązuje przyjaźń z Tip, która przeżywa własną przygodę. Dzięki niej Oh uświadamia sobie, że nie ma nic złego w byciu innym i że każdy popełnia błędy.

## Obsada
- Jim Parsons – Oh
- Rihanna – Gratuity „Tip” Tucci
- Steve Martin – Kapitan Smek
- Jennifer Lopez – Lucy Tucci
- Matt Jones – Kyle

## Wersja polska
Opracowanie i udźwiękowienie wersji polskiej: Studio Sonica

Dialogi polskie: Michał Wojnarowski

Tablice: Piotr Kacprzak

Reżyseria obsady: Leszek Zduń

Reżyseria: Jerzy Dominik

Dźwięk: Daniel Gabor

Montaż: Agnieszka Stankowska

Mix: Deluxe Media

Organizacja produkcji: Agnieszka Kudelska

W wersji polskiej wystąpili:
- Przemysław Stippa – Oh
- Monika Dryl – Gratuity „Tip” Tucci
- Mariusz Czajka – Kapitan Smek
- Anna Gajewska – Łucja Tucci
- Krzysztof Pluskota – Kaj

W pozostałych rolach:
- Joanna Węgrzynowska-Cybińska
- Jagoda Stach
- Agnieszka Kudelska
- Piotr Bajtlik
- Tomasz Błasiak
- Wojciech Paszkowski
- Janusz Wituch
- Leszek Zduń